# Massaroco
Massaroco é o nome comum dado a duas espécies de plantas do género Echium, pertencente à família Boraginaceae, endémicas do arquipélago da Madeira: Echium candicans L.f. e Echium nervosum Dryand. Apesar da semelhança óbvia entre as duas espécies, são relativamente simples de distinguir pelo olhar mais atento, devido a uma série de características como o tamanho e cor da inflorescência e respectivas flores e, em especial, ao seu habitat.

## Echium candicans
Apresenta-se como um arbusto perene de até 2 metros de altura, ramificado e densamente híspido de caules branco-acinzentados, folhas lanceoladas a ovado-lanceoladas acuminadas, até 23 centímetros de comprimento, sésseis ou subsésseis de cor verde acinzentadas. As flores apresentam uma corola afunilada de até 1 centímetro de cor azul escura ou arroxeada e estames avermelhados, reunidas numa inflorescência paniculada, densa, alongada e geralmente de 15 a 35 centímetros. 
Surge unicamente na ilha da Madeira, surgindo geralmente nas áreas de clima temperado e húmido da ilha, entre os 800–1400 m de altitude (podendo em alguns casos encontrar-se a maiores altitudes), em comunidades de caulirrosulados nas áreas de maior pedregosidade e em comunidades de substituição de laurissilva. É considerada rara na natureza.
Ao longos dos tempos esta espécie tem sido utilizada pelo seu grande valor ornamental, sendo cultivada em jardins madeirenses situados a maiores altitudes, nas bermas de estradas de montanha. Há muitos anos que é cultivada noutros locais do mundo onde é muito apreciada pela sua inflorescência. É comum em jardins de países de clima temperado, sendo um escape normal de jardins na Nova Zelândia, onde parece ter-se naturalizado em terrenos pedregosos.
Apresenta floração entre Abril e Agosto.

## Echium nervosum
Apresenta-se como um arbusto perene de até 2 metros de altura, ramificado, densamente escabro e de caules branco-acinzentados. As folhas apresentam-se lanceoladas, de 4,5 a 12,5 centímetros de comprimento, cinzento-esbranquiçadas, subsésseis. 
As flores apresentam-se azuis claras, raramente esbranquiçadas, de corola afunilada, com 0,6 a 1,1 centímetros, com estames cor-de-rosa reunidas num grande número em inflorescências paniculadas, densas, de 5 a 16 centímetros.
É relativamente comum e cresce naturalmente nas ilhas da Madeira, Porto Santo e Desertas, em áreas sob influência do clima mediterrânico entre os 0 e os 300 m de altitude, sendo parte integrante de comunidades de vegetação xerófila, nomeadamente o zambujal madeirense e respectivas comunidades de substituição. A sua madeira foi utilizada para a criação de embutidos.
Da mesma forma que a sua parente de clima temperado (E. candicans), possui grande valor ornamental, geralmente em jardins e bermas de estrada. Não é tão conhecida fora da região devido, provavelmente, à sua preferência por climas mais áridos que a sua espécie irmã, melhor adaptada aos climas temperados da Europa e América, onde vivem os seus principais cultivadores.
Apresenta floração entre Janeiro e Agosto.